# Dalbergia pseudobaronii
Dalbergia pseudobaronii é uma espécie vegetal da família Fabaceae.
Apenas pode ser encontrada no seguinte país: Madagáscar.
Está ameaçada por perda de habitat.